# Codex Rossi

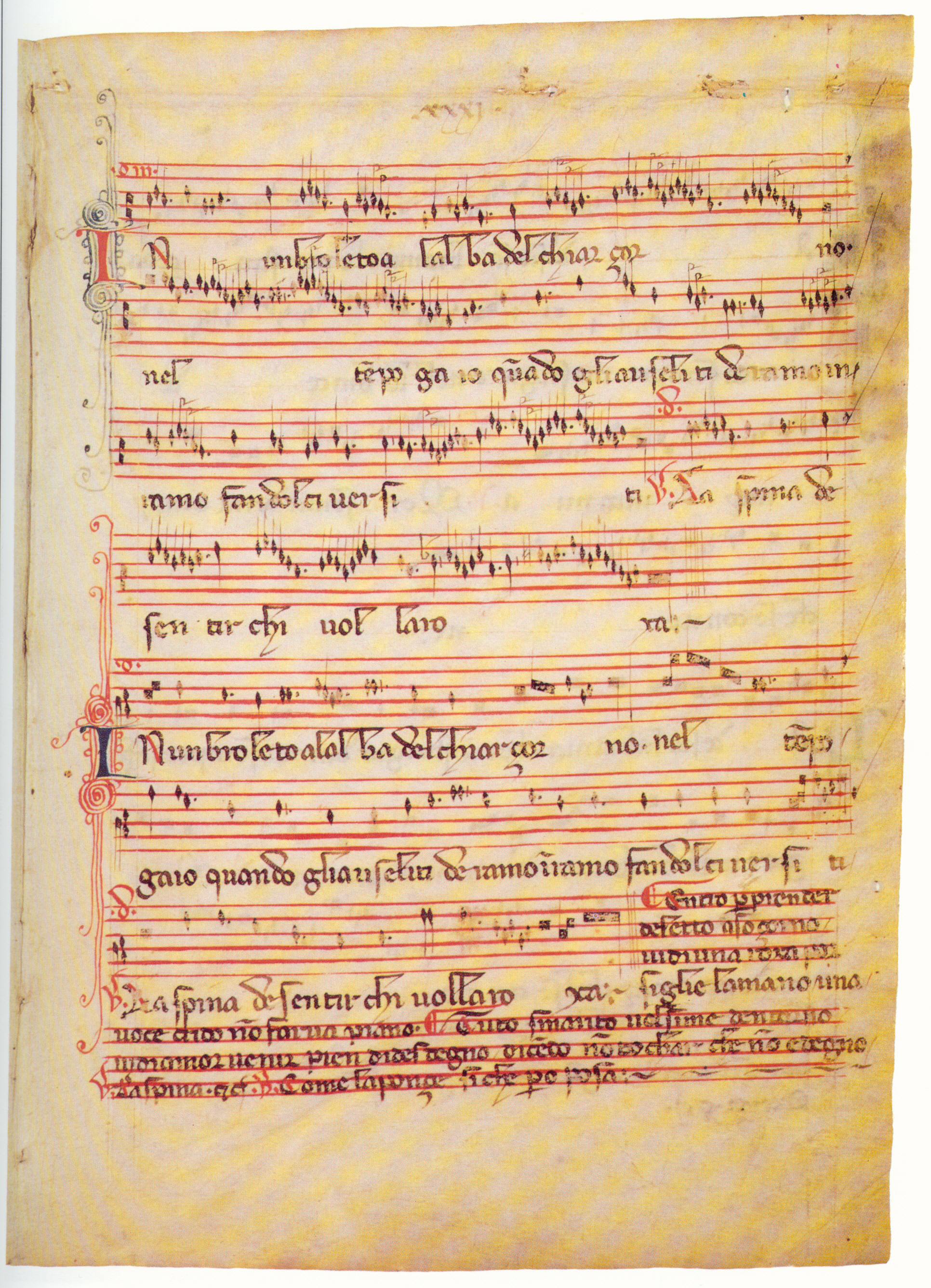
Folio 31r do Codex Rossi (frag. Ostiglia) com o madrigal anônimo In un broleto, al'alba

O Codex Rossi é um manuscrito musical do século XIV, preservado em duas partes, uma no Vaticano e outra, menor, na cidade de Ostiglia. O Codex Rossi contém 37 peças seculares incluindo madrigais, cacce e ballate monofônicas. Durante muito tempo foi considerado a mais antiga fonte de música do Trecento italiano. Embora outras tenham sido encontradas recentemente, nenhuma é tão importante como ele. Originalmente continha 32 fólios, mas hoje só restam 18.
A seção maior, preservada na Biblioteca Apostolica Vaticana (MS Rossi 215), apresenta sete bifólios. No início do século XIX estava em mãos do colecionador italiano Giovan Francesco de Rossi, donde seu nome. Em 1857 a viúva doou o manuscrito à biblioteca jesuíta de Linz, e daí passou para Viena. Em 1922 a coleção jesuíta foi doada ao Vaticano. O manuscrito começou a merecer atenção da comunidade musical por intermédio do Monsignor Gino Borghezio a partir de 1925, e logo ele foi estudado e descrito em maior profundidade pelos musicólogos Heinrich Besseler (1927), Friedrich Ludwig (1928) e Johannes Wolf (1939). Depois de algum debate entre os acadêmicos sua origem foi estabelecida como sendo em Verona. É desconhecido o caminho que o Codex fez antes de ser incorporado à coleção Rossi.
A seção menor do manuscrito está na biblioteca da Fondazione Greggiati (Biblioteca musicale Opera Pia "G. Greggiati" - Mus. rari B 35). Compreende dois bifólios, descobertos por Oscar Mischiati em 1963.
Embora a história do Codex Rossi seja obscura, alguns detalhes de sua criação foram razoavelmente elucidados. Provavelmente ele representa a coleção privada de um grupo de cantores que atuava no círculo de Alberto della Scala em Pádua e Verona entre 1330 e 1345. Alberto era filho de Can Grande della Scala, Príncipe de Verona, conhecido como o patrono de Dante Alighieri. 
Embora a maior parte da música que contém provavelmente date da primeira metade do século XIV, evidências sugerem que o Codex seja uma compilação retrospectiva, sendo copiado depois de 1350, provavelmente em torno de 1370. Elementos dialetais nos textos das composições reforçam a suposição da origem paduana da maior parte do seu conteúdo musical. Quase todas as obras são de compositores desconhecidos, salvo duas delas, que aparecem em outras fontes atribuídas a Maestro Piero e Giovanni da Cascia.

## Media
- Cum altre ucele, compositor anônimo